# Gleimhaus
Das Gleimhaus in Halberstadt ist eines der ältesten deutschen Literaturmuseen. Eingerichtet wurde es 1862 im ehemaligen Wohnhaus des Dichters und Sammlers Johann Wilhelm Ludwig Gleim (1719–1803). Das Fachwerkhaus liegt nordöstlich vom Chor des gotischen Doms zu Halberstadt. Die Sammlungen des Gleimhauses gehen zurück auf den Nachlass Gleims.

## Johann Wilhelm Ludwig Gleim
Gleim war in seiner Zeit ein populärer Dichter. Seine Gedichtsammlung Versuch in Scherzhaften Liedern (1744/1745) ist eines der bedeutendsten frühen Dokumente der deutschen Anakreontik. Seine Romanzen (1756) wirkten auf die Balladendichtung der Sturm-und-Drang-Generation. Seine Preußischen Kriegslieder (1757/1758) waren ein Meilenstein im Bemühen, das Volkstümliche in die deutsche Dichtung zu bringen. Seine Fabeldichtungen sind bis heute in Schulbüchern zu finden. Gleichwohl erscheint Gleim aus moderner Sicht eher als Übergangsfigur in der deutschen Literaturgeschichte. Von den neueren literarischen Entwicklungen seit den 1770er Jahren wurde er überholt. Überragende Bedeutung besitzt er bis heute als Mäzen, Sammler und Exponent des Freundschaftskults seiner Zeit.
Gleim kam 1747 nach Halberstadt, um hier „Domsekretär“, d. h. Verwalter des Domstifts, zu werden. Getragen von einer sozialethisch orientierten Freundschaftsidee schuf Gleim ein Netzwerk literarischer Kommunikation und machte neben den Vertretern der Literarische Gesellschaft Halberstadt zu einem literarischen Zentrum Deutschlands.

## Die Sammlungen
Gleims Sammlungen sind gekennzeichnet durch einen einmaligen Zusammenhang von Bild, Buch und Brief und stehen im Dienst seines intensiven Freundschaftskults; durch ihr Porträt, ihre Werke und durch Briefe sollten die abwesenden Freunde vergegenwärtigt werden. Die Sammlungen gingen in den Besitz der „Gleim’schen Familienstiftung“ über und wurden testamentarisch zum öffentlichen Gebrauch vorgesehen.
Gleim hat die größte Porträtgemäldesammlung von Schriftstellern und bedeutenden Zeitgenossen des 18. Jahrhunderts angelegt. Während er zunächst nur seine engeren Freunde malen ließ, weitete sich der Kreis der Dargestellten im Laufe der Jahrzehnte aus. Bei seinem Tod betrug die Zahl der Bildnisse etwa 150; heute bewahrt das Gleimhaus rund 130 Porträtgemälde von Persönlichkeiten des 18. und frühen 19. Jahrhunderts, darunter Bildnisse von Ewald von Kleist, Karl Wilhelm Ramler, Johann Joachim Winckelmann, Gotthold Ephraim Lessing, Klopstock, Anna Louisa Karsch, Sophie von La Roche, Elisa von der Recke, Johann Jakob Bodmer, Salomon Gessner, Herder, Wilhelm Heinse, Jean Paul. Zahlreiche der bedeutendsten Porträtisten der zweiten Hälfte des 18. Jahrhunderts sind mit einem oder mehreren Werken vertreten, so etwa Anton Graff, Jens Juel, Georg Oswald May, Benjamin Calau, Gottfried Hempel, mehrere Mitglieder der Familie Tischbein, Johann Friedrich Eich, Friedrich Georg Weitsch, Johann Heinrich Ramberg, Georg Friedrich Adolph Schöner.
Gleims intensive Geselligkeitskultur führte zu einem immensen Briefarchiv. Korrespondenten waren u. a. die Schriftsteller Lessing, Klopstock, Wieland, Ewald von Kleist und Herder, die Dichterin Anna Louisa Karsch, der Maler Bernhard Rode, der Theologe Spalding und der Ästhetiker Sulzer, der Geschichtsschreiber Johannes von Müller sowie das gräfliche Haus Stolberg-Wernigerode. Insgesamt enthält die Handschriftensammlung des Gleimhauses rund 10.000 Briefe aus über 500 Korrespondenzen von Gleim (Originale, Entwürfe und zeitgenössische Abschriften, davon über 2000 von Gleim, ansonsten An-Briefe bzw. Briefe aus Korrespondenzen der Gleim-Freunde mit Dritten). Hinzu kommen über 1.000 Manuskripte (poetische Nachlässe von Johann Wilhelm Ludwig Gleim, Jakob Immanuel Pyra, Ewald v. Kleist, Johann Benjamin Michaelis; Teil-Nachlass von Anna Louisa Karsch; vereinzelte Manuskripte von Friedrich Gottlieb Klopstock, Johann Peter Uz, Lessing, Ramler, Heinse, Johann Heinrich Voß u. a.). Überdies finden sich vereinzelt persönliche Dokumente Gleims und seiner Familie, darunter etwa Tapetenreste aus Gleims Gartenhaus mit handschriftlichen Aufzeichnungen seiner Freunde.
Die gesellige, gelehrte, freundschaftliche und literarische Korrespondenz im nord- und mitteldeutschen Raum der zweiten Hälfte des 18. Jahrhunderts in der Konzentration auf den Zusammenhang von Bild, Buch und Brief ist hier – wie in keinem anderen Haus dieser Art – gebündelt überliefert.
Gleims zu großen Teilen erhaltene Büchersammlung gilt als eine der größten bürgerlichen Privatbibliotheken des 18. Jahrhunderts. Sie umfasst ca. 12.000 Bände, darunter über 50 Inkunabeln, ca. 800 Titel des 16. Jahrhunderts, ca. 1.200 des 17. Jahrhunderts. Der größte Teil stammt aus dem 18. und frühen 19. Jahrhundert, darunter zahlreiche Widmungsexemplare. Die Bibliothek hat ihren Schwerpunkt in der europäischen Literatur der zweiten Hälfte des 18. Jahrhunderts und enthält daneben größere Bestände zu Literatur- und Kunstgeschichte, Wirtschafts-, Sozial-, Kultur- und Politikgeschichte sowie Naturwissenschaft vorzugsweise des 18. Jahrhunderts.
Diese Sammlungen sind der größte geschlossene Dichternachlass des 18. Jahrhunderts am historischen Ort in der ursprünglichen Sammlungskonzeption und können als das erste deutsche Literaturarchiv angesehen werden.
Die Porträtsammlung sowie das Briefarchiv sind über die Homepage des Gleimhauses recherchierbar.

## Sammlungsgeschichte / Geschichte des Museums

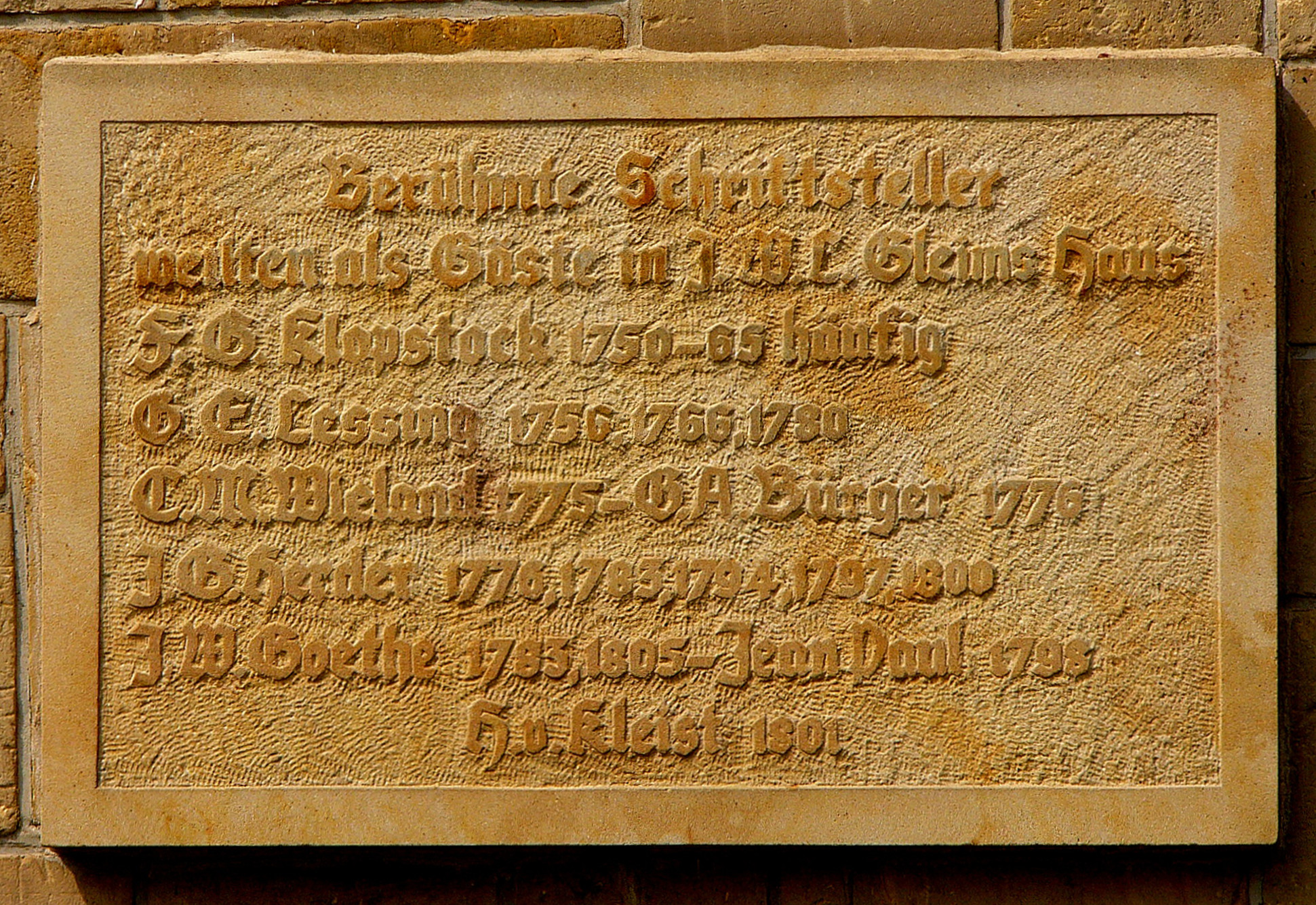
Viele berühmte Schriftsteller waren zu Gast im Gleimhaus

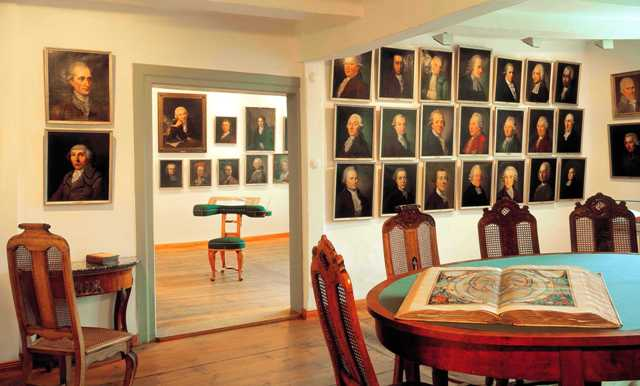
Gleims Freundschaftstempel

Nach Gleims Tod verwahrte der Großneffe und Nachlassverwalter Friedrich Wilhelm Körte (1776–1846) die Sammlungen in seinem Wohnhaus, ebenfalls am Domplatz in Halberstadt, und publizierte daraus. Nach seinem Tod wurden die Bestände im Domgymnasium eingelagert, bis die Gleim’sche Familienstiftung 1861 das ehemalige Wohnhaus Gleims kaufte und die Sammlungen 1862 in einem ‚Memorial für Gleim’ unter der Bezeichnung „Gleimhaus“ öffentlich zugänglich machte. Dieses ist eines der ältesten deutschen Literaturmuseen. Alle seine Bestände standen von Anfang an der Forschung zur Verfügung.
Die Bestände wurden von der Familienstiftung bzw. vom Gleimhaus erweitert. So wurde in der zweiten Hälfte des 19. Jahrhunderts ein Teil der Grafik-, Bücher- und Handschriftensammlung des Halberstädter Oberdompredigers Christian Friedrich Bernhard Augustin (1771–1856) in den Bestand des Gleimhauses übernommen. Daneben wurde auch eine eigene Sammlung von Druckgrafik und Handzeichnungen aufgebaut, die heute rund 12 000 Blatt enthält und die Zeit vom Ende des 15. Jahrhunderts bis zur Gegenwart umfasst, wobei ein Schwerpunkt bei der Porträtgrafik des 18. und 19. Jahrhunderts liegt.
1898 verkaufte die Familienstiftung das Haus und die Sammlungen an die Stadt Halberstadt, die das Gleimhaus bis Ende 1994 betrieb und die ihrerseits – im Rahmen der finanziellen Möglichkeiten – für die Sammlungsergänzung sowie den Aufbau einer wissenschaftlichen Bibliothek sorgte.
Zu Beginn des 20. Jahrhunderts wurde die Denkmalsfigur der Anna Louisa Karsch von J. C. Stubinitzky, die 1784 im Landschaftspark „Spiegelsberge“ bei Halberstadt als erstes in Form einer Porträtstatue gestaltetes Dichterdenkmal Deutschlands aufgestellt worden war, in das Gleimhaus überführt.
Während des Zweiten Weltkrieges wurden etwa ein Sechstel des historischen Buchbestandes sowie vereinzelt Handschriften und Bilder Kriegsbeute bzw. zerstört (Rückkehr eines großen Teils der ‚Beute’-Bücher nach 1997). Auch das Gebäude des Gleimhauses hatte bei dem Angriff auf Halberstadt am 8. April 1945 Schaden genommen. Das Museum wurde im August 1946 wiedereröffnet. Im Herbst 1949 wurde im Käthe-Kollwitz-Gymnasium Halberstadt die Ausstellung „Aus dieser Welt stieg Goethe auf“ präsentiert.
Im Lauf des 20. Jahrhunderts gelangten einige (Teil-)Nachlässe von Künstlern des 19. und 20. Jahrhunderts aus der Region Halberstadt/Quedlinburg (Julius Barheine, Willi Otto Brennwald, Walter Gemm, Dorothea Milde, Johann David Grüson und Otto Illies) in das Gleimhaus. Ausgewählte Werke hieraus werden zusammen mit einigen weiteren Objekten (Johann-Peter Hinz, Daniel Priese, Annedore Policek, Hans-Georg Losert), die sich teilweise als Dauerleihgaben im Haus befinden, in einer „Galerie von Künstlern der Region“ präsentiert.
1994 wurde ein Museumserweiterungsbau für das Gleimhaus mit Magazinräumen, Lesesaal, Veranstaltungs- und Tagungsraum sowie mit einer Papierrestaurierungswerkstatt fertiggestellt. Es handelt sich um den ersten Museumsneubau in den neuen Ländern nach der politischen Wende. Mit dieser räumlichen Erweiterung kann das Gleimhaus seither seiner inhaltlichen Ausrichtung als Museum und Forschungsstätte gerecht werden.
Im Zuge der politischen Veränderungen ab 1989 sowie der Neustrukturierung der Kulturlandschaft in Halberstadt wurde von der Stadt Halberstadt mit dem Beginn des Jahres 1995 die Trägerschaft für das Gleimhaus dem „Förderkreis Gleimhaus e. V.“ (gegründet 1990, in das Vereinsregister eingetragen 1991) übertragen. Das Haus und die Sammlungen sind weiterhin Eigentum der Stadt Halberstadt. Der Trägerverein wird – neben der Erwirtschaftung eigener Einnahmen – von der Stadt Halberstadt und dem Land Sachsen-Anhalt bezuschusst.
In ersten Ansätzen seit dem Beginn der 1990er Jahre sowie verstärkt seit 1995 waren zahlreiche Neuerwerbungen im Bereich der Bibliothek, der Handschriftensammlung sowie der Grafiksammlung – oftmals von privaten Spendern unterstützt – möglich. Bücher, Handschriften und einige Gemälde wurden zudem durch das Land Sachsen-Anhalt gekauft und dem Gleimhaus als Dauerleihgabe zur Verfügung gestellt.
Seit 1995, der Fertigstellung des Erweiterungsbaus, präsentiert das Gleimhaus regelmäßig Sonderausstellungen mit eigenen und fremden Beständen. Die bislang umfangreichste stellte die Exposition „Das Jahrhundert der Freundschaft. Johann Wilhelm Ludwig Gleim und seine Zeitgenossen“ (2004) dar.
Ebenfalls seit 1995 wird zweijährlich der Gleim-Literaturpreis für bedeutende Literatur zum 18. Jahrhundert durch den Förderkreis Gleimhaus e. V. verliehen. Museumspädagogische Angebote und ein vielseitiges Veranstaltungsprogramm für Erwachsene und für Kinder haben zum Ziel, das ehemalige Wohnhaus Gleims wie schon im 18. Jahrhundert mit Leben zu füllen. Seit 1999 finden im Gleimhaus wissenschaftliche Tagungen in Kooperation mit Fachkollegen aus Universitäten und Museen statt. Hierzu zählen auch Workshops für Nachwuchswissenschaftler und Studentenseminare.

## Museale Präsentation
Herzstück der musealen Präsentation des Gleimhauses ist der so genannte „Freundschaftstempel“ Gleims. Das sind diejenigen Räume im Obergeschoss, deren Wände dicht an dicht mit Gleims Porträtgemälden behängt sind und in denen zu Lebzeiten Feste und Lesungen im Freundeskreis stattfanden. Zu sehen sind ferner Bücher und Handschriften aus den Sammlungen des Gleimhauses sowie Gleims origineller Schreibstuhl.
In einem besonderen Raum können Kinder das 18. Jahrhundert mit allen Sinnen erfahren.

## Netzwerkarbeit
Im Jahr 2003 trat die Landesinitiative „Sachsen-Anhalt und das 18. Jahrhundert“, vorbereitet vom Museumsverband Sachsen-Anhalt e. V. und dem Gleimhaus, unter der Schirmherrschaft des Ministerpräsidenten Wolfgang Böhmer mit Unterstützung des Kultusministeriums Sachsen-Anhalt an die Öffentlichkeit. Das Gleimhaus hat die Gesamtleitung dieser auf Dauer angelegten kulturtouristisch sowie museal und wissenschaftlich ausgerichteten Initiative inne, an der rund 25 museale Einrichtungen mit bedeutenden Beständen zum 18. Jahrhundert als Hauptpartner und zahlreiche weitere Institutionen im Land Sachsen-Anhalt als Nebenpartner beteiligt sind.
Das Gleimhaus ist vom Kultusministerium des Landes beauftragt, die Maßnahmen Dritter zur Pflege der literarischen Tradition in Sachsen-Anhalt zu koordinieren und an Publikationen zum literarischen Erbe mitzuwirken. Die Papierrestaurierungswerkstatt des Gleimhauses berät Museen in Sachsen-Anhalt durch Fortbildungen im Hinblick auf den Bestand von Papier, Buch, Grafik.

## Auszeichnungen
2004 wurde die Ehrennadel der Stadt Halberstadt „Silberner Roland“ an den Förderkreis Gleimhaus e. V. verliehen. 2005 erhielt das Gleimhaus (gemeinsam mit dem Museum für Vorgeschichte, Halle) den Museumspreis der Ostdeutschen Sparkassenstiftung in Sachsen-Anhalt. Das Gleimhaus wurde in das Blaubuch der Bundesregierung als „Kultureller Gedächtnisort mit besonderer nationaler Bedeutung“ aufgenommen.

## Negativpreis
Das Literaturmuseum im Gleimhaus vergibt den Negativpreis Dummheit des Jahres.